# Pathé Aquaboulevard
Pour les articles homonymes, voir Aquaboulevard.
Le Pathé Aquaboulevard est un multiplexe cinématographique de 14 salles spécialisé dans les films étrangers en version française, situé entre le 8 et le 16 de la rue du Colonel-Pierre-Avia dans le 15e arrondissement de Paris.
Il fut le premier cinéma d'Europe à projeter des films en numérique en 2000.

## Historique
Le projet de cinéma sur le site d'Aquaboulevard remonte à 1990. Il faut attendre janvier 1997 pour que le Conseil de Paris autorise la construction d'un multiplexe Gaumont de 14 salles, en remplacement d'anciens courts de tennis. Vivement contesté par les élus PS et PCF, le projet connaît une forte opposition des cinémas indépendants parisiens en raison de la menace que présente la multiplication des multiplexes (UGC Ciné Cité Les Halles, Gaumont Parnasse) à Paris. À la suite de la cession d'Aquaboulevard à Gaumont, MK2 renonce à s'implanter à Boulogne-Billancourt.
La construction du Gaumont Aquaboulevard est autorisée par la Commission départementale d'équipement cinématographique en avril 1997, mais l'État dépose un droit de recours par le biais de son ministre de la Culture Philippe Douste-Blazy et de sa successeure Catherine Trautmann. À la suite de nouveaux engagements pris par Gaumont, la commission réautorise le projet en septembre 1997. Le Gaumont Aquaboulevard ouvre ses portes le 16 décembre 1998.
À l'occasion de la sortie de Toy Story 2 en février 2000, le Gaumont Aquaboulevard devient le premier cinéma en Europe à expérimenter la projection numérique. Il tombe sous la gestion de Pathé fin 2001, à la suite de la fusion des salles Gaumont et Pathé au sein d'EuroPalaces.
Après une modernisation sous l'égide du designer Christian Lacroix, le cinéma expérimente la projection en direct (Coupe du monde de football 2006), le HFR et devient l'un des premiers en France à s'équiper d'une salle 4DX dès 2018,.
La fréquentation du Gaumont Aquaboulevard oscillait autour de 700.000 entrées par an avant la pandémie de Covid-19, faisant de lui le 9e cinéma le plus fréquenté de Paris. À la suite du retrait de Gaumont dans Les Cinémas Gaumont Pathé en 2017, le Gaumont Aquaboulevard passe sous enseigne Pathé en juillet 2024.
À noter que par superstition, le cinéma ne possède pas de salle 13.

## Moyens d'accès
- Ligne 8 du métro de Paris station Balard
- Ligne 12 du métro de Paris station Porte de Versailles
- Ligne 2 du tramway d'Île-de-France arrêt Suzanne Lenglen
- Ligne C du RER à la gare du Pont du Garigliano - Hôpital européen Georges-Pompidou